# 2-е Скородне
2-е Скородне (рос. 2-е Скородное) — присілок в Золотухинському районі Курської області Російської Федерації.
Населення становить 164 особи. Входить до складу муніципального утворення Новоспасська сільрада.

## Історія
Населений пункт розташований на території українського етнічного та культурного краю Східна Слобожанщина.
Від 2004 року входить до складу муніципального утворення Новоспасська сільрада.

## Населення
| 2002 | 2010 |
| ---- | ---- |
| 188  | ↘164 |